# Kappa Herculis
Kappa Herculis (Marsic, κ Her) – gwiazda optycznie podwójna w gwiazdozbiorze Herkulesa, odległa o 368 lat świetlnych od Słońca.

## Nazwa
Jaśniejsza z pary gwiazd nosi tradycyjną nazwę Marsic, która jest zniekształconą wersją arabskiej nazwy ‏لمرفق‎ al Marfiḳ, co oznacza „łokieć”. Nazwa ta nawiązuje do wyobrażonej postaci Herkulesa, a błąd wiąże się prawdopodobnie z pomyleniem małej litery f z długim s. Międzynarodowa Unia Astronomiczna w 2017 roku zatwierdziła użycie nazwy Marsic dla określenia tej gwiazdy.

## Charakterystyka
Kappa Herculis A i B to olbrzymy, z których A należy do  typu widmowego G, zaś B do typu widmowego K. Mają one podobne temperatury, odpowiednio 4990 i 4650 K, świecą z jasnością 150 i 70 razy większą niż Słońce. Promień gwiazdy A to 16 promieni Słońca, zaś masa to 3 masy Słońca; gwiazda B ma 13 razy większy promień i 2,5 raza większą masę niż Słońce. Pomimo podobieństw, gwiazdy różnią się wiekiem: Kappa Herculis A ma 400 milionów lat, podczas gdy Kappa Herculis B ma 700 milionów lat. Ponadto odległość kątowa tych dwóch gwiazd w ciągu 300 lat obserwacji zmalała z 57 do 27 sekund kątowych, co ukazuje, że nie jest to rzeczywisty układ podwójny, a jedynie przypadkowo sąsiadują one na niebie. Gwiazda A ma jednak rzeczywistego, związanego grawitacyjnie kompana, odległą o minutę kątową Kappa Herculis C, pomarańczowego karła typu K, trzynastej wielkości gwiazdowej. Gwiazdy dzieli w przestrzeni co najmniej 7500 au i obiegają one wspólny środek masy co najmniej 340 tysięcy lat. Pobliska gwiazda 8 Herculis znajduje się w podobnej odległości od Słońca co Kappa Herculis A, ale ma inny ruch własny i nie jest z nią związana.